# Ołeksandr Berdnyk
Ołeksandr Berdnyk (ukr. Олександр Павлович Бердник, Ołeś Berdnyk, ukr. Олесь Бердник; ur. 27 listopada 1926, zm. 18 marca 2003) – ukraiński pisarz-fantasta, autor ponad 20 powieści. Dysydent, w latach 1950–1955 więziony za skrytykowanie kampanii „walki z kosmopolityzmem”, ułaskawiony na fali chruszczowowskiej „odwilży”, współzałożyciel Ukraińskiej Grupy Helsińskiej (1976).

## Życiorys
Urodził się 27 listopada 1926 we wsi Wawiłowo (dziś obwód mikołajowski). Z powodu ośnieżonych dróg jego ojciec dopiero po miesiącu dostał się sąsiedniej wsi, gdzie znajdowała się rada gromadzka. Rejestrujący Ołesia sekretarz rady dopuścił się od razu dwóch pomyłek: zanotował aktualną datę jako dzień narodzin chłopca, przy czym zapisał rok, który dopiero miał nadejść. Zamieszanie związane z datą narodzin pisarza pomogło mu jednak uratować się przed zsyłką do Niemiec w czasie okupacji.
W latach 1943–1945 Berdnyk brał udział w wojnie, zdemobilizował się w 1946. Ukończył eksternistycznie siedem klas szkoły średniej, a następnie studium teatralne przy teatrze imienia Iwana Franki w Kijowie (1946–1949). W 1949 – już jako pracownik teatru – wystąpił na otwartym zebraniu partyjnym. Wyraził oburzenie faktem, że aktorzy oczerniają swoich niedawnych przyjaciół i współpracowników. Nie szczędził także słów krytyki przeciw przekształcaniu „za wskazówką z góry” sztuk teatralnych klasyków. Aresztowany został pod zarzutem zdrady ojczyzny, w 1950 skazany na 10 lat pozbawienia wolności. Karę odbywał na północy oraz w Kazachstanie.
W 1955 został ułaskawiony. Powrócił na Ukrainę, rozpoczął działalność literacką, w 1957 został członkiem Związku Pisarzy Ukraińskich. Zyskał uznanie jako pisarz-fantasta (do 1972 wydał około 20 powieści), wielką popularnością cieszyły się również jego artykuły i wykłady dotyczące futurologii.
W kwietniu 1972 w zrewidowanym przez KGB mieszkaniu Mykoły Rudenki – mieszkał tam wówczas również Berdnyk – znaleziono i skonfiskowano pracę Iwana Dziuby Internacjonalizm czy rusyfikacja? oraz dwie maszyny drukarskie. 28 kwietnia 1972 Berdnyk ogłosił strajk głodowy, żądając zwrotu konfiskaty. Z głodującym przez 16 dni pisarzem spotkał się pierwszy sekretarz CK KPU, Petro Szelest, który przeprosił go, informując jednocześnie, że organy partyjne nie mogą wtrącać się w działalność KGB. 14 maja 1972 zwrócono Berdnykowi maszyny drukarskie, lecz jego utwory przestały być publikowane. Od 1974 pisarz domagał się pozwolenia na wyjazd z ZSRR.
13 sierpnia 1976 wyszedł następujący nakaz głównego zarządu ochrony tajemnic państwowych: Wycofać z bibliotek ogólnego i specjalnego użytku i sieci księgarskiej ZSRR książki Berdnyka Ołeksandra Pawłowycza (Olesia Berdnyka). Autora zakazanych książek wykluczono ze Związku Pisarzy Ukraińskich (podjął pracę jako dekorator-witrażysta w organizacji „Художник”).
Jesienią 1976 Berdnyk porozumiał się z Rudnenką, Oksaną Meszko i Łewkiem Łukianenką w sprawie utworzenia Ukraińskiej Grupy Helsińskiej (Memorandum 9 listopada 1976). Głównym celem UGH było zaznajomienie obywateli Ukrainy z Deklaracją Praw Człowieka, gdyż poparcie społeczeństwa miało skłonić władze do dotrzymania postanowień helsińskich. Uważano, iż Deklaracja Praw Człowieka powinna stać się podstawą stosunków pomiędzy obywatelem i władzą. Zadaniem, jakie stawiała sobie Grupa, było także przedstawienie rządom państw sygnatariuszy „Aktu końcowego” faktów naruszania na Ukrainie praw zawartych w tym akcie oraz w Deklaracji ONZ. Członkowie UGH jednoznacznie podkreślali, że motywem ich działalności jest aspekt humanitarno-prawny, nie zaś polityczny.
Od końca 1976 do momentu aresztowania 6 marca 1979 Berdnyk podpisał dziesiątki listów i memorandów w obronie aresztowanych i uwięzionych bojowników o prawa człowieka. Wielokrotnie dokonywano u niego rewizji i konfiskat książek, wierszy, rękopisów, maszyn drukarskich.
9 maja 1978 Berdnyk napisał list otwarty do Komitetu ONZ w sprawie obrony praw i wolności człowieka. Ogłosił również strajk głodowy, żądając uwolnienia inwalidy wojennego – Mykoły Rudenki. Aresztowany za prowadzenie „antyrosyjskiej agitacji i propagandy”, po raz kolejny rozpoczął strajk głodowy. Wśród postawionych Berdnykowi zarzutów było: napisanie i rozpowszechnienie artykułów Święta Ukraina, Alternatywna ewolucja, Święto Matki i Dziecka, poematu Zaklęcie, a także udział w „antyradzieckiej organizacji” (UGH). Podczas śledztwa pisarz przyznał się do „pomyłki”. Bliscy pisarza dowiedzieli się o jego aresztowaniu dopiero po dwóch tygodniach.
17–21 grudnia 1979 został osadzony w więzieniu, skazany na 6 lat pozbawienia wolności w obozach zaostrzonego reżimu oraz na 3 lata zsyłki. Uznany został za szczególnie niebezpiecznego recydywistę. 14 marca 1984 został ułaskawiony.
17 maja 1984 w gazecie „Literaturna Ukraina” ukazał się pełen skruchy artykuł Berdnyka, w którym Ruch Helsiński nazwany został tworem CRU, a Rudenko i Łukianenko, „gdyby w nich było prawdziwe męstwo, dawno zeszliby ze szlaku antypatriotyzmu i dobrowolnej izolacji”.
16 grudnia 1989 Berdnyk zostaje przewodniczącym związku humanistycznego Ukraińska Duchowa Republika, wydał gazety Święta Ukraina i Zgoda.
Jesienią 1991 wysunięty (ale nie zarejestrowany) został na kandydata na prezydenta Ukrainy.
18 września 2003 zmarł, pochowany został we wsi Hrebeni na Kijowszczyźnie, na terenie swojej daczy.

## Twórczość
- Poza czasem i przestrzenią (1957) – zbiór opowiadań
- Marsjańscy gapowicze (1962) – zbiór nowel dla młodzieży
- Powieści naukowo-fantastyczne: Człowiek bez serca (1958), Zwid kroczy po ziemi (1959), Szlaki tytanów (1959), Strzała czasu (1960), Serce wszechświata (1962), Synowie Światowida (1963), Dzieci bezkresu (1964), Kim jesteś? (1966), Wyczyn Wajwaswati (1967), Puchar Amrity (1968)
- Zasłona Izydy (1969) – powieść-legenda

## Odznaczenia
- Order „Za odwagę” I klasy (Ukraina, 2006)[2]

## Literatura
- Andrzej Chojnowski, Jan Bruski – Ukraina, Warszawa 2006, ISBN 978-83-7436-039-5.